# ردفیلد (کانزاس)
ردفیلد (به انگلیسی: Redfield) شهری در ایالت کانزاس کشور ایالات متحده آمریکا است که جمعیت آن در سرشماری سال ۲۰۱۰ میلادی، ۱۴۶ نفر بوده‌است.